# موهان كالبانا
موهان كالبانا (بالهندية: मोहन कल्पना؛ بالإنجليزية: Mohan Kalpana) هو كاتب هندي، ولد في 22 نوفمبر 1930 في Kotri ‏ في باكستان، وتوفي في 19 يونيو 1992 في أولهاسنغر في الهند.